# Montgobert
Montgobert település Franciaországban, Aisne megyében. Lakosainak száma 202 fő (2022. január 1.). Montgobert Cœuvres-et-Valsery, Corcy, Fleury, Longpont, Puiseux-en-Retz, Saint-Pierre-Aigle, Soucy és Louâtre községekkel határos.

## Népesség
A település népességének változása:
| Lakosok száma | 155  | 197  | 194  | 195  | 202  | 195  | 193  | 195  | 197  | 202  |
|               | 1968 | 1982 | 1990 | 2006 | 2013 | 2015 | 2017 | 2019 | 2020 | 2022 |